# Peter Forsyth Christensen
Peter Forsyth Christensen (Altadena, 24 dicembre 1952) è un vescovo cattolico statunitense, dal 4 novembre  2014 vescovo di Boise City.

## Biografia
Peter Forsyth Christensen è nato ad Altadena, in California, il 24 dicembre 1952 ed è il quarto degli otto figli di Robert Christensen e Ann (nata Forsyth). La famiglia in seguito si è trasferita a Palos Verdes Estates. Nel 1964 i suoi genitori hanno divorziato.

### Formazione e ministero sacerdotale
Dopo la scuola elementare, ha frequentato la Palos Verdes High School, poi - per un anno - il College of the Redwoods a Eureka e per un altro anno l'Università del Montana a Missoula. Si è laureato in storia dell'arte all'Università di San Tommaso a Saint Paul e poi ha lavorato come disegnatore e grafico.
Nel 1981 è entrato in seminario. Ha studiato filosofia presso il Saint John Vianney College Seminary dell'Università di San Tommaso a Saint Paul e teologia presso il seminario "San Paolo" della stessa città. Nel 1985 ha conseguito il Master of Divinity. Nel 1992 ha completato un master di spiritualità applicata presso l'Università di San Francisco.
Il 25 maggio 1985 è stato ordinato presbitero per l'arcidiocesi di Saint Paul e Minneapolis nella cattedrale arcidiocesana da monsignor John Robert Roach. In seguito è stato vicario parrocchiale della parrocchia di Sant'Olav a Minneapolis dal 1985 al 1989; direttore spirituale del Saint John Vianney College Seminary dal 1989 al 1992 e rettore dello stesso dal 1992 al 1999. Mentre era alla guida di questa istituzione, le iscrizioni al seminario sono passate da 30 a più di 100, rendendolo il più grande seminario universitario degli Stati Uniti in quel momento. Nel giugno del 1999 è stato nominato parroco della parrocchia della Natività di Nostro Signore a Saint Paul. Ha continuato le pratiche tradizionali, come l'adorazione eucaristica perpetua e ha anche promosso la ricostruzione della chiesa e della canonica.

### Ministero episcopale
Il 28 giugno 2007 papa Benedetto XVI lo ha nominato vescovo di Superior. Dopo aver ricevuto una telefonata dal nunzio apostolico Pietro Sambi che gli comunicava la sua nomina, egli "singhiozzò per circa 15 minuti", in quanto non aveva cercato di raggiungere l'ufficio di vescovo. Durante una conferenza stampa, Christensen ha promesso di essere un "buon ascoltatore" nel suo nuovo ruolo di vescovo. Ha ricevuto l'ordinazione episcopale il 14 settembre nella cattedrale di San Paolo a Saint Paul dall'arcivescovo metropolita di Saint Paul e Minneapolis Harry Joseph Flynn, co-consacranti il vescovo emerito di Superior Raphael Michael Fliss e quello di Madison William Henry Bullock. Ha preso possesso della diocesi il 23 dello stesso mese.
In una dichiarazione pubblicata mercoledì 25 luglio 2012, monsignor Christensen si è unito agli altri vescovi del Wisconsin nel lanciare un avvertimento contro l'uso di POLST, Physician (or Provider) Orders for Life-Sustaining Treatment. I presuli hanno scritto che l'uso di POLST ha gravi implicazioni per la dignità della vita umana e "incoraggiano tutti i cattolici a evitare di utilizzare tutti questi documenti, programmi e materiali". Nel gennaio del 2014, Christensen ha annunciato che Common Core non sarebbe stato ammesso nelle scuole cattoliche della sua diocesi.
Nel febbraio del 2012 ha compiuto la visita ad limina.
Il 4 novembre 2014 papa Francesco lo ha nominato vescovo di Boise City. Ha preso possesso della diocesi il 17 dicembre successivo.
Nell'aprile del 2020, monsignor Christensen ha emesso un promemoria contenente alcune disposizioni per i sacerdoti della diocesi di Boise City, compreso un controverso ordine che vieta loro di celebrare la messa ad orientem.
Nel febbraio del 2020 ha compiuto una seconda visita ad limina.
In seno alla Conferenza dei vescovi cattolici degli Stati Uniti è presidente del sottocomitato per le missioni cattoliche interne, membro del comitato per l'educazione cattolica, membro del comitato per le collette nazionali e membro del sottocomitato per gli affari dei nativi americani.

## Genealogia episcopale
La genealogia episcopale è:
- Cardinale Scipione Rebiba
- Cardinale Giulio Antonio Santori
- Cardinale Girolamo Bernerio, O.P.
- Arcivescovo Galeazzo Sanvitale
- Cardinale Ludovico Ludovisi
- Cardinale Luigi Caetani
- Cardinale Ulderico Carpegna
- Cardinale Paluzzo Paluzzi Altieri degli Albertoni
- Papa Benedetto XIII
- Papa Benedetto XIV
- Papa Clemente XIII
- Cardinale Marcantonio Colonna
- Cardinale Giacinto Sigismondo Gerdil, B.
- Cardinale Giulio Maria della Somaglia
- Cardinale Carlo Odescalchi, S.I.
- Cardinale Costantino Patrizi Naro
- Cardinale Lucido Maria Parocchi
- Papa Pio X
- Papa Benedetto XV
- Papa Pio XII
- Cardinale Francis Joseph Spellman
- Cardinale Terence James Cooke
- Vescovo Howard James Hubbard
- Arcivescovo Harry Joseph Flynn
- Vescovo Peter Forsyth Christensen

## Araldica
| Stemma | Titolare                                        | Descrizione |
|        | Peter Forsyth Christensen Vescovo di Boise City | Partito: al primo. d'argento, al pino sradicato di verde terrazzato dello stesso, addestrato da una crocetta patente fitta di rosso, alla fascia merlata dello stesso, attraversante sul tutto; al secondo d'azzurro alla barca d'oro di tre quarti, con la vela d'argento, caricata di una stella (5) di rosso, raggiante di 12 raggi dello stesso, vogante su un mare ondato d'argento e d'azzurro di due pezzi, al capo d'oro, a otto spine di nero, appuntite di rosso, controappuntate. Ornamenti esteriori da vescovo. Motto: "Tu es Christus filius Dei vivi". |